# Kedla
Kedla é uma vila no distrito de Hazaribag, no estado indiano de Jharkhand.

## Demografia
Segundo o censo de 2001, Kedla tinha uma população de 17 588 habitantes. Os indivíduos do sexo masculino constituem 55% da população e os do sexo feminino 45%. Kedla tem uma taxa de literacia de 62%, superior à média nacional de 59,5%: a literacia no sexo masculino é de 72% e no sexo feminino é de 49%. Em Kedla, 15% da população está abaixo dos 6 anos de idade.